# Герей-Шорон
Герей-Шорон (кирг. Герей-Шорон) — село в Ноокатском районе Ошской области Кыргызстана. Входит в состав айылного аймака Теелес.

## География
Село расположено в западной части области, на расстоянии приблизительно 31 километра (по прямой) к западо-северо-западу от города Ноокат, административного центра района. Абсолютная высота — 1088 метров над уровнем моря.

## Население
Согласно оценочным данным Национального статистического комитета Кыргызской Республики, численность населения села на начало 2023 года составляла 3542 человека.
| год     | 2009 | 2014 | 2015 | 2020 | 2021 | 2023 |
| ------- | ---- | ---- | ---- | ---- | ---- | ---- |
| человек | 2738 | 2906 | 2973 | 3288 | 3326 | 3542 |